# Rondeletia belizensis
Rondeletia belizensis är en måreväxtart som beskrevs av Paul Carpenter Standley. Rondeletia belizensis ingår i släktet Rondeletia och familjen måreväxter. Inga underarter finns listade i Catalogue of Life.